# Аеродром Бентију
Аеродром Бентију (: , : ) је ваздухопловно пристаниште код града Бентију у вилајету Ел Вахда у Јужном Судану. Смештен је на 610 метара надморске висине.